# Eldana
Eldana is een geslacht van vlinders van de familie snuitmotten (Pyralidae), uit de onderfamilie Galleriinae.

## Soorten
- E. leucostictalis Lower, 1903
- E. saccharina Walker, 1865